# Грживо-Домбровский, Пётр Станиславович
Пётр Станиславович Грживо-Домбровский (1876 — ?) — русский и советский военный деятель, полковник. Герой Первой мировой войны.

## Биография
В службу вступил в 1894 году после окончания Смоленского уездного училища. В 1899 году после окончания Казанского военного училища по II разряду произведён подпрапорщики и в подпоручики и выпущен в Ингерманландский 9-й пехотный полк. В 1903 году произведён в поручики.
С 1904 года участник Русско-японской войны, за боевые отличия в период войны был награждён орденами Святого Станислава 3-й степени с мечами и бантом, Святой Анны 4-й степени «За храбрость» и  3-й степени с мечами и бантом.
В 1907 году произведён в штабс-капитаны, в 1914 году в капитаны — командир 10-й роты Ингерманландского 9-го пехотного полка.  С 1914 года участник Первой мировой войны во главе своей роты. В 1915 году за боевые отличия произведён в подполковники и полковники — командир батальона. С 1916 года командир 398-го Нижнеднепровского пехотного полка.

Высочайшим приказом от 2 июня 1916 года за храбрость награждён орденом Святого Георгия 4-й степени:
За то, что в бою 28 мая 1916 года, при штурме сильно укреплённого австрийцами лесного и болотного дефиле на позиции у дер. Вулька Галузийская, когда роты его полка, поражаемые артиллерийским огнём с обоих флангов и огнём бомбомётов, картечным, пулемётным и ружейным с фронта и неся большие потери, остановились, а затем начали беспорядочно отступать, вышел впереди рот своего полка и лично повёл их на штурм, заставив австрийцев очистить передовые окопы, а свои части довёд до проволочных заграждений противника, где в болоте по колено устроился за поваленными деревьями. Будучи тяжело ранен до потери сознания, здал боевой участок старшему по себе, а прибывши к резерву, передал начальнику штаба обстановку. Доставленный в лазарет после перевязки стремился к полку и лиш насильно был эвакуирован

Высочайшим приказом от 4 августа 1916 года за храбрость награждён Георгиевским оружием: 
За то, что  в бою у д. Банунин 17-го июня 1915 года, когда противник потеснил роты правого фланга пехотного полка и те стали отходить, был выслан с батальоном резерва для выбытия противника из захваченных им наших окопов. Подойдя к позиции и увидя тяжёлую обстановку, быстро развернул свой батальон и скомандовав бегом, сам впереди батальона, не взирая на губительный огонь противника и большие потери, бросился в штыки и выбил противника из наших окопов, чем наше положение было восстановлено
После Октябрьской революции, участник Гражданской войны служил в РККА — командир 40-й стрелковой дивизии.

## Награды
- Орден Святого Станислава 3-й степени с мечами и бантом (ВП 11.08.1905)
- Орден Святой Анны 4-й степени «За храбрость» (ВП 11.02.1906)
- Орден Святой Анны 3-й степени с мечами и бантом (ВП 07.07.1907)
- Орден Святого Станислава 2-й степени с мечами (ВП 11.03.1912; 24.05.1915)
- Орден Святой Анны 2-й степени с мечами (ВП 24.05.1915)
- Орден Святого Георгия 4-й степени (ВП 02.06.1916)
- Орден Святого Владимира 3-й степени с мечами (ВП 14.07.1916)
- Георгиевское оружие (ВП 04.08.1916)